# Wallace Fard Muhammad
Wallace Fard Muhammad, connu aussi sous les noms de Fard Muhammad, Wallace Dodd Ford, Wallace Dodd Fard, Wallace Dodd, Wallace D. Fard, W. F. Muhammad, W. D. Muhammad et W. D. Fard, est le fondateur, hérésiarque et premier dirigeant de la Nation of Islam (NOI), une organisation politique et religieuse afro-américaine. On connaît très peu de chose à son sujet et sur son groupe ethnique précis (métis, Arabe, Pakistanais, Blanc, etc.).  
Appelé respectueusement Master Fard et Master Fard Muhammad par la Nation of Islam (master signifiant « maître » en anglais), il est considéré par les adhérents de la secte comme étant l’incarnation d'Allah sur Terre et le Mahdi (messie) attendu par les musulmans.  
Selon la doctrine de la NOI, il est arrivé aux États-Unis en 1930 pour venir enseigner aux Afro-Américains qu'ils constituent le vrai peuple élu choisi par Dieu (c'est-à-dire W. F. Muhammad lui-même) dans l'Ancien Testament, que l'islam est leur vraie religion, que seulement les Noirs doivent exister en tant qu'êtres humains, que les Noirs sont supérieurs à tous les autres peuples sur la Terre et que tous les Blancs sont diaboliques et dénués d'humanité, de sensibilité et d'âme et seront tous punis sans exception en étant envoyés en enfer par Dieu lors du Jugement dernier. 
Son parcours de vie, marqué par plusieurs arrestations pour divers crimes, et les nombreuses contradictions entre ce que la NOI dit à son sujet et ce que la recherche historique trouve de façon tangible, prouvent hors de tout doute raisonnable qu'il n'était en réalité qu'un escroc simplement motivé par l'appât de gains financiers.   

## Origine et parcours

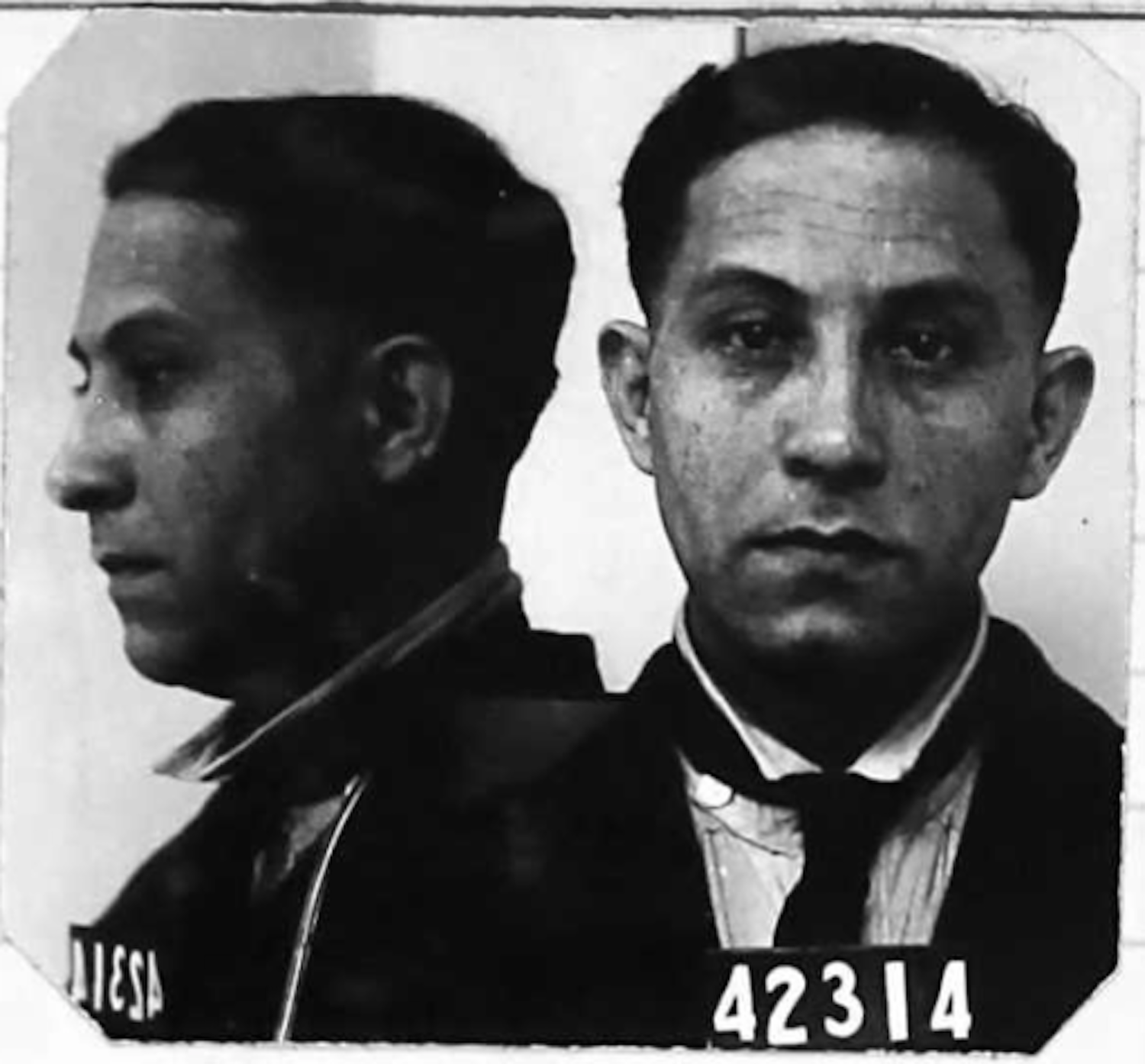
Photographie d’identité judiciaire de Wallace Fard Muhammad, alors Wallace Dodd Ford, après son arrestation à Los Angeles en 1926.

Pour le FBI, il serait né en 1891 en Nouvelle-Zélande, et serait un métis blanc-polynésien. Il serait arrivé aux États-Unis en 1913. D'après une nouvelle découverte en 2023 qui avait jusque-là échappé au FBI, le recensement américain de 1910 indique qu'il serait plutôt né en 1894 sous le nom de Wallace Fard Jr à Jasper, au Texas, et est d'ascendance créole louisianaise. Selon le recensement, il a été scolarisé et vit seul avec son père Wallace Fard, né en 1868, travailleur journalier dans une scierie et qui a lui aussi été scolarisé. Il aurait donc tout au long de sa vie activement caché le plus possible le fait qu'il est né au Texas et qu'il n'aurait jamais quitté le continent nord-américain. En effet, un indice qui tend vers le fait qu'il était citoyen américain de naissance est le fait que jamais quiconque, tant la police que ses disciples, n'a indiqué qu'il avait un accent étranger, ce qui laisse sous-entendre qu'il parlait anglais américain de façon impeccable et sans accent. 
En 1914, installé en Oregon où il est propriétaire d'un snack-bar ambulant, il est arrêté pour avoir harcelé une femme mariée du nom de Laura E. Swanson afin qu'elle quitte son conjoint pour l'épouser ; il est libéré en payant une caution de mille dollars. Il est ensuite de nouveau arrêté, cette fois pour avoir violé Swanson, mais est acquitté,. Installé à Los Angeles, en Californie, il ouvre un restaurant. Il est arrêté en 1918 pour infraction à la loi californienne sur la prohibition de l'alcool, puis une nouvelle fois le 18 novembre 1918 pour aggression armée. Il a fait de la prison de 1926 à 1929 pour infraction à la législation sur les stupéfiants (drogue et alcool) dans son restaurant durant la prohibition. C'est en prison qu'il se serait pour la première fois familiarisé avec l'islam grâce à Lucius Lehman, un prisonnier nationaliste noir garveyiste qui s'est converti à l'islam. Né en 1863 et fils d'un homme blanc et d'une femme noire, Lehman est éduqué et parle plusieurs langues, deux faits rares pour un Afro-Américain à cette époque, et est un homme brillant, charismatique, charmant envers tout le monde et qui connait parfaitement les rouages du système judiciaire. Lehman déclare avoir étudié la diplomatie à l'université d'Oxford et qu'il a été diplômé en 1877 (ce qui n'est toutefois pas prouvé). 
W. F. Muhammad reprendra plus tard plusieurs aspects de l'histoire de Lehman, notamment d'être supposément polyglotte, en disant avoir étudié la diplomatie à Oxford, en choisissant l'année 1877 (année supposée de la collation des grades de Lehman) comme son année de naissance et en inversant les origines ethniques des parents de Lehman comme origines ethniques de ses propres parents : père noir et mère blanche. Par la suite, W. F. Muhammad s'installe à Détroit, au Michigan, et crée la Nation of Islam en 1930. Les adhérents de la NOI le considèrent comme étant né le 26 février 1877 à La Mecque et qu'il est arrivé en Amérique le 4 juillet 1930 (jour de l'Indépendance) afin d'aller à la « rencontre de son peuple vivant dans la contrée sauvage de l'Amérique du Nord » et de lui « enseigner et lui faire découvrir sa véritable nature divine oubliée ». Ils disent qu'il est volontairement apparu de façon ambiguë au niveau racial afin de se « camoufler » et « passer inaperçu » dans la société blanche. Ils acceptent aussi contradictoirement le fait qu'il aurait étudié au début des années 1910 à l'université de Californie à Los Angeles pour une maîtrise après avoir auparavant fait des études de premier cycle en diplomatie à Oxford afin d'être au service du royaume du Hedjaz. Il disparaît par la suite mystérieusement en 1934. Selon la secte, il aurait quitté la Terre en embarquant dans un vaisseau spatial. 

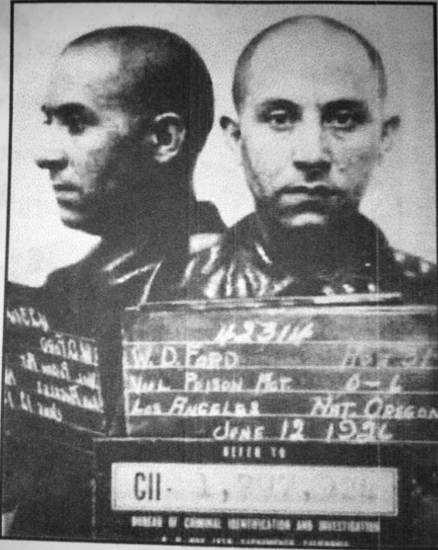
Photographie d’identité judiciaire de Wallace Fard Muhammad emprisonné à la prison d'État de San Quentin, le 12 juin 1926.

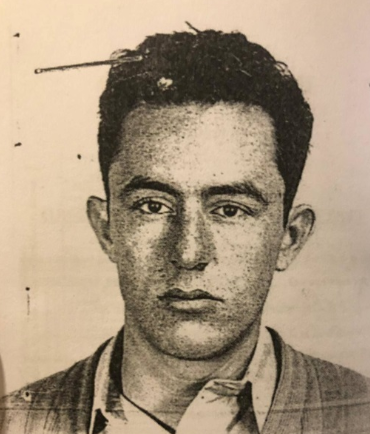
Photographie de Wallace Max Ford (1920-1942), fils de W. D. Fard et Hazel Barton, en 1941.

En 1914, W. D. Fard épouse Pearl Allen, une femme klamath qui passe pour blanche. La même année il est arrêté pour larcin contre son épouse, puis le couple divorce. Il épouse Hazel Barton, une femme blanche, vers 1919. Le 1er septembre 1920 naît du couple un fils, Wallace Dodd Fard Jr, dont l'identité sera légalement changée en 1940 par sa mère en Wallace Max Ford. Le couple finit par divorcer et W. D. Muhammad coupe le contact avec son ancienne épouse et leur jeune fils. Engagé à partir de novembre 1941 dans la United States Coast Guard durant la Seconde Guerre mondiale, Wallace Max Ford meurt accidentellement noyé dans l'océan Atlantique le 3 août 1942, à l'âge de 21 ans. En 1924, W. D. Muhammad épouse en troisième noces Carmen Treviño, une femme d'origine mexicaine d'ascendance espagnole, et le couple divorce à une date inconnue.  

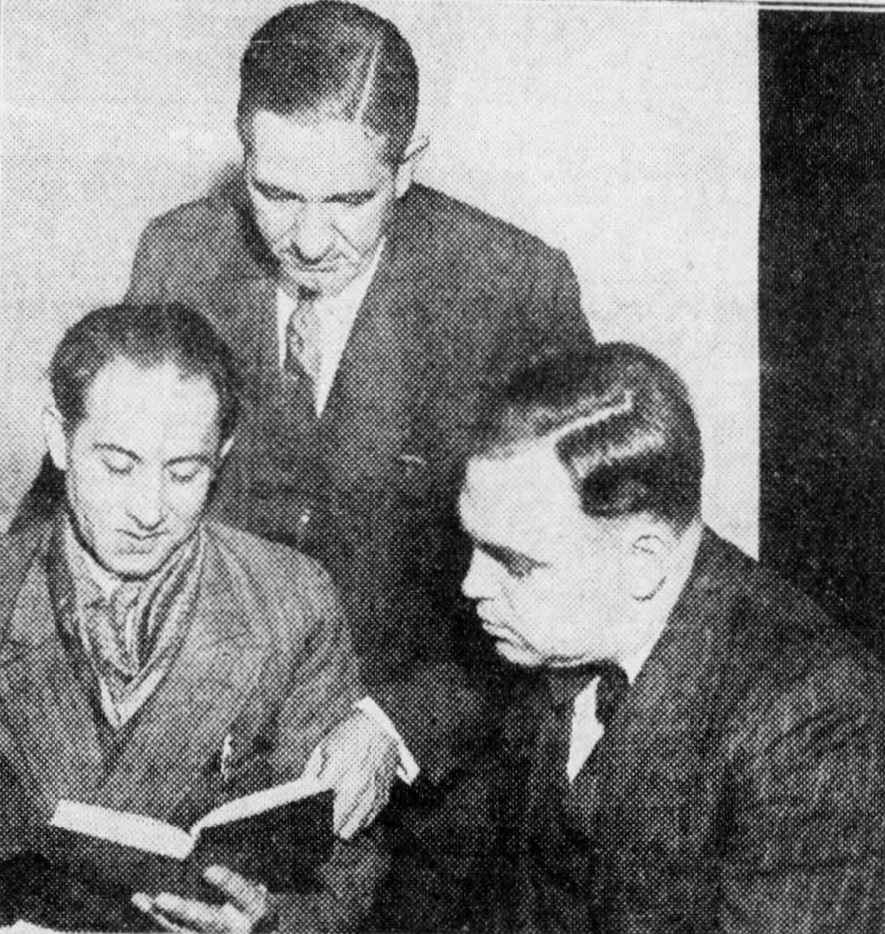
Wallace Fard Muhammad (assis à gauche, devant un livre) avec des policiers le 24 novembre 1932.

Les centaines de pages du dossier du FBI accessibles en ligne indiquent que Wallace Dodd Ford s'est présenté sous plusieurs dizaines de pseudonymes, a déclaré de nombreuses origines ou lieux de naissance, comme Portland, dans l'Oregon (États-Unis), la Nouvelle-Zélande, l'Afghanistan, l'Espagne, etc. Ce qui expliquerait les nombreuses controverses sur son origine. Par contre, le FBI perd sa trace après 1933-1934.

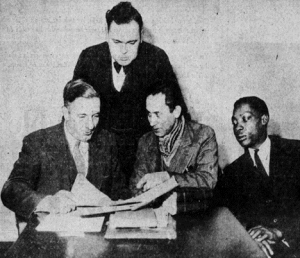
W. F. Muhammad (au centre) montrant un livre à deux policiers tandis que son assistant Ugan Ali est assis à proximité (à droite).

Un article de 2003 du Metro Times Detroit sur Wallace Fard Muhammad avance que Fard aurait eu un père indien (ou pakistanais) et une mère britannique. Il serait né en 1893 en Nouvelle-Zélande et aurait émigré aux États-Unis en 1913 (sur ce dernier point, l'article rejoint le dossier du FBI).
Eric Lincoln, auteur de The Black Muslims in America, à l'origine édité en 1961, « rapporte une légende qui décrit Fard comme le  fils jamaïcain noir d'un musulman syrien. Une autre histoire décrit Fard en tant que Palestinien ».  
Il y aurait exercé de nombreux métiers, avant de devenir un membre important du Moorish Science Temple of America, qu'il aurait quitté pour créer Nation of Islam en 1930. Il s'installe en effet à Détroit en 1930 comme vendeur ambulant et se retrouve au chômage, avant de créer rapidement Nation of Islam.
Malgré les nombreuses preuves solides, Nation of Islam rejette l'identification entre « l'incarnation de Dieu » et Wallace Dodd Ford[pas clair]. En 1962, la NOI a promis de donner 100 000$ à quiconque lui donnerait la preuve que Wallace Dodd Ford et « Master Fard Muhammad » représentent une seule et unique personne. Quand Hazel Barton, l'ancienne épouse de Fard, s'est présentée avec des preuves incontestables, la NOI l'a ignorée et ne l'a pas payée. 
En toute hypothèse, Nation of Islam ou ses contradicteurs sont en tous cas d'accord pour indiquer que Wallace Fard Muhammad n'était pas noir, ce qui est surprenant compte tenu de l'idéologie du nationalisme noir radical portée par Nation of Islam. Cependant, si la Nation of Islam s'adresse exclusivement aux Noirs, elle considère en théorie que les autres populations « de couleur » peuvent accéder à l'islam. Ces autres populations de « couleur » sont néanmoins considérées comme étant inférieures aux Noirs, ceux-ci étant les seuls à posséder la « pleine divinité » et les autres populations de couleur possédant seulement qu'un peu de « divinité ». Selon un discours d'Elijah Muhammad : « vous pouvez facilement les distinguer [les blancs] de nos peuples (foncé, brun, jaune ou rouge) ». « L'homme noir a produit ces quatre couleurs : brun, rouge, jaune et blanc [...] l'homme noir, pourtant, est le créateur de tous [...] Maintenant, le grand Mahdi (messie et dernier prophète de la fin des Temps, c'est-à-dire W. F. Muhammad) avec sa sagesse, connaissance et compréhension infinies, va remettre l'homme noir originel dans la situation originelle ou il était au commencement, le Dieu et le gouverneur de l'univers ».

## Explication de l'arnaque et disparition

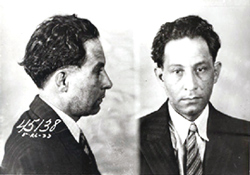
Photographie d'identité judiciaire de W. D. Fard à Détroit, le 25 mai 1933, jour de sa dernière arrestation.

En novembre 1932 éclate une affaire qui menace la jeune organisation : un sacrifice humain est commis par un membre, Robert Karriem (né Harris) qualifié de « déséquilibré ». Fard est arrêté avec Karriem.
D'après le dossier du FBI, Fard a dû quitter Détroit à la demande de la police après cette affaire. Il y est revenu en 1933, mais la police l'a de nouveau arrêté et obligé à en partir. Le 25 mai 1933, jour de cette énième interpellation, le rapport de police indique que W. D. Fard a fini par avouer aux policiers après son arrestation qu'il n'était qu'un charlatan et que « ses enseignements étaient purement et simplement une escroquerie » et qu'il en tirait « tout l'argent possible ». Par exemple, pour qu'un nouvel adhérent ait un nouveau nom de famille afin d'être membre à part entière, Fard demande dix dollars.     
La communauté noire de Détroit, pauvre, durement touchée par la crise économique des années 1930, peu éduquée et endurant un violent racisme de la part de la communauté blanche majoritaire, aurait ainsi très facilement et naïvement été réceptive aux « enseignements » de W. D. Fard. Conscient du contexte difficile où se trouvent les Afro-Américains dans les années 1930 — marqué par le racisme, les lois Jim Crow, les lynchages et la Grande Dépression — il aurait cyniquement vu dans cette situation une aubaine pour s'enrichir en enseignant ce qu'il avait compris être précisément ce que les Noirs de Détroit voulaient entendre, soit ceci : il faut avoir espoir en un avenir meilleur, car les Noirs, dont l'Islam est la vraie religion originelle, sont les seuls véritables êtres humains qui doivent exister, que Dieu (un homme noir) veut que ce soient eux, et non pas les Blancs, au sommet de la hiérarchie raciale et que le jour du Jugement dernier sera un jour de revanche contre les Blancs.    

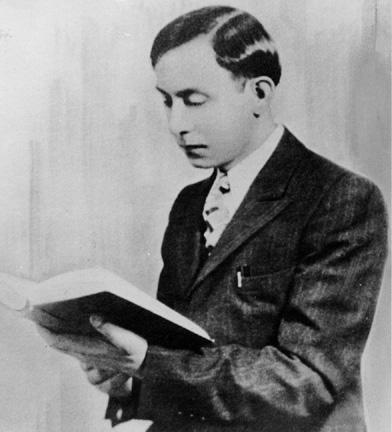
Dans une entrevue, Warith Deen Muhammad, fils et successeur d'Elijah Muhammad, explique que cette célèbre photo qui sert de portrait officiel de W. D. Fard est largement retouchée et correspond peu à la réalité. Par exemple, avant la pose pour prendre la photo, un gel a été mis sur ses cheveux afin de les rendre raides, alors qu'ils sont naturellement ondulés, et de nombreux cosmétiques ont été appliqués sur son visage. Warith Deen Muhammad explique que les photos montrant à quoi ressemblait réellement W. D. Fard ont volontairement été cachées à la communauté de la NOI.

Après son deuxième départ de Détroit, il tente sans succès de reprendre une vie familiale avec son ancienne épouse, Hazel Barton, et leur fils Wallace. Au début des années 1930 — période où il n'a pas d'emploi et qui coïncide avec la fondation et les premières années de direction de la Nation of Islam —, il envoie à plusieurs reprises de grosses sommes d'argent à son fils, alors préadolescent. 
Après un nouveau retour à la suite de cet échec de reprise de contact avec sa famille, il aurait quitté définitivement Détroit en 1934, et serait mort à Chicago en 1971. L'année 1934 coïncide avec la libération d'Edward Donaldson, un fils d'immigrants chinois né le 26 février 1902 alors emprisonné depuis plusieurs années, qui avait été le complice criminel de longue date de W. D. Fard pour contrebande d'alcool et d'héroïne durant les années 1920 à l'époque de la prohibition. Il est tout à fait plausible que Donaldson et Fard, arrêtés ensemble en 1926, se soient retrouvés après la libération de Donaldson,.
Un des premiers disciples de Fard était Elijah Poole, dont Fard a plus tard partiellement islamisé le nom en Elijah Muhammad. C'est lui qui prend la direction du mouvement à partir de 1934. Il divinise W. D. Fard et fera de la Nation of Islam, encore modeste en 1934, une organisation puissante.
En novembre 1943, le FBI résume de manière limpide et ironique ce que fut la vie de W. D. Fard, l'incarnation d'Allah en personne sur Terre et le créateur de l'univers selon la NOI, comme suit : « Allah s'est avéré être un être très humain » (Allah has proved to be very much a human being).

## Idéologie et sources d'inspiration

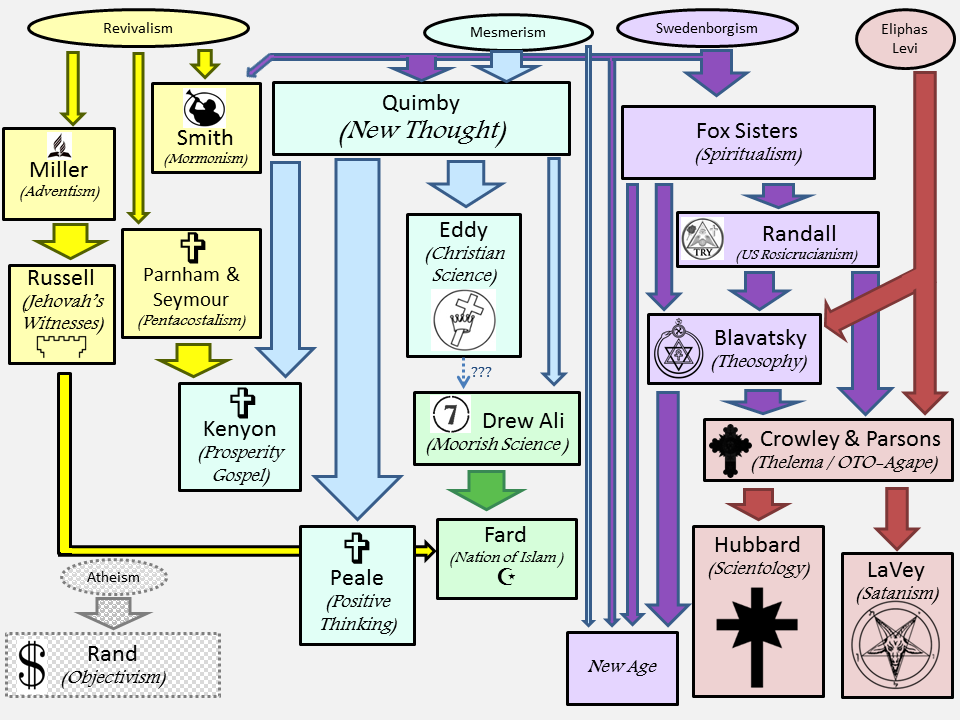
Des chercheurs ont remarqué que W. F. Muhammad s'est très probablement inspiré des Témoins de Jéhovah, du Moorish Science Temple of America, de l'ahmadisme, du chiisme duodécimain, du panafricanisme de Marcus Garvey, de l'Église de Jésus-Christ des saints des derniers jours et de la franc-maçonnerie, entre autres, pour créer sa secte. Ici dans ce diagramme présentant les nouveaux mouvements religieux américains, les liens de la Nation of Islam avec les Témoins de Jéhovah et le Moorish Science Temple of America sont montrés.

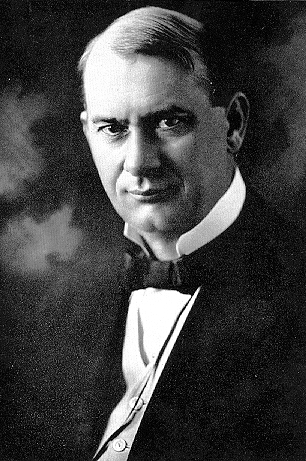
Joseph Franklin Rutherford (1869-1942), dirigeant des Témoins de Jéhovah, a été une importante source d'inspiration pour W. F. Muhammad dans la création de la Nation of Islam. Il a utilisé le livre de Rutherford « Délivrance! » lors de ses prêches pour se faire connaître auprès de la population noire de Détroit et qui lui a ainsi permis de créer la NOI. Les discours radiophoniques de Rutherford devaient être écoutés par les disciples de W. F. Muhammad.

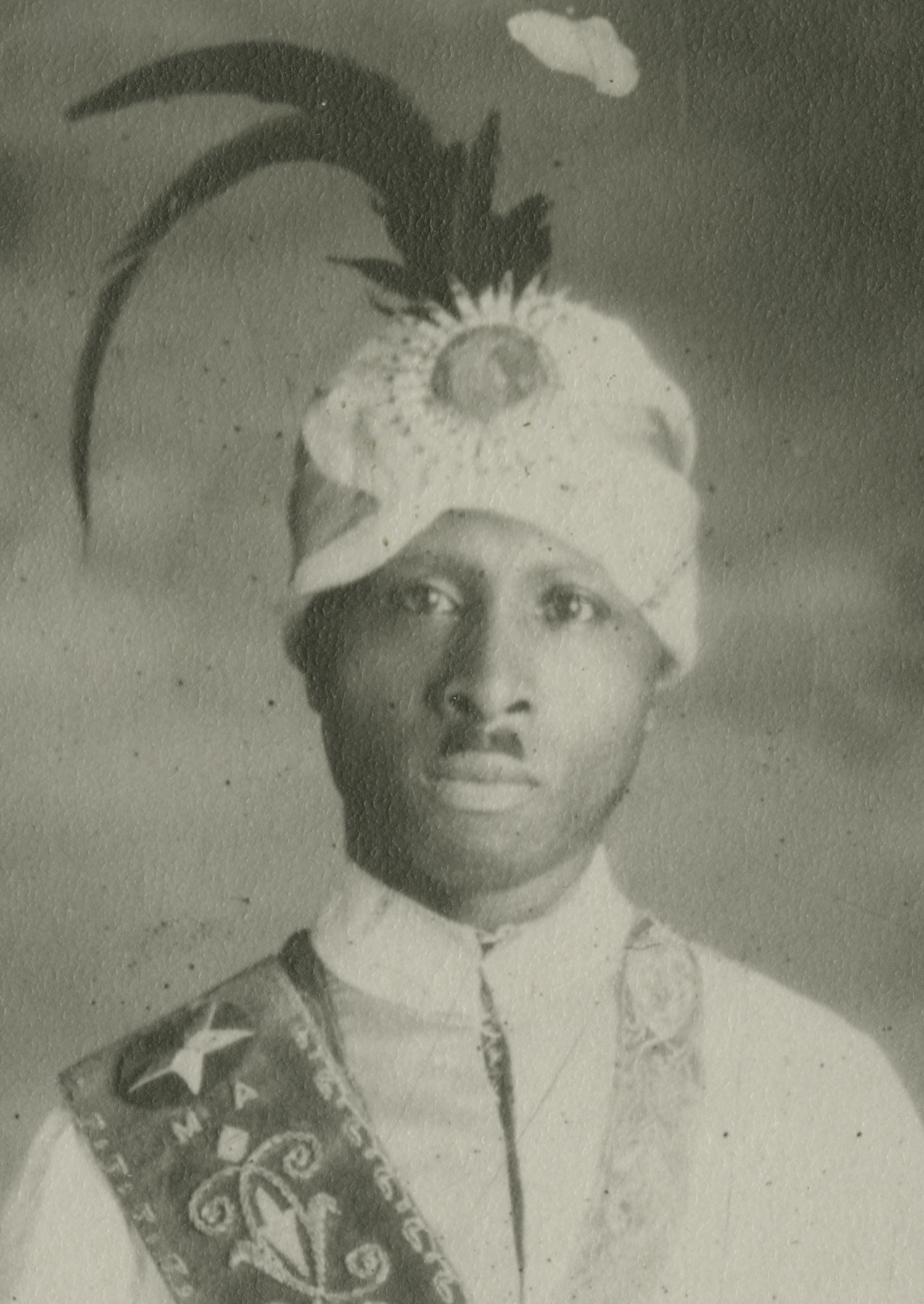
Noble Drew Ali (1886-1929), fondateur du Moorish Science Temple of America, est une autre importante source d'inspiration pour W. F. Muhammad.

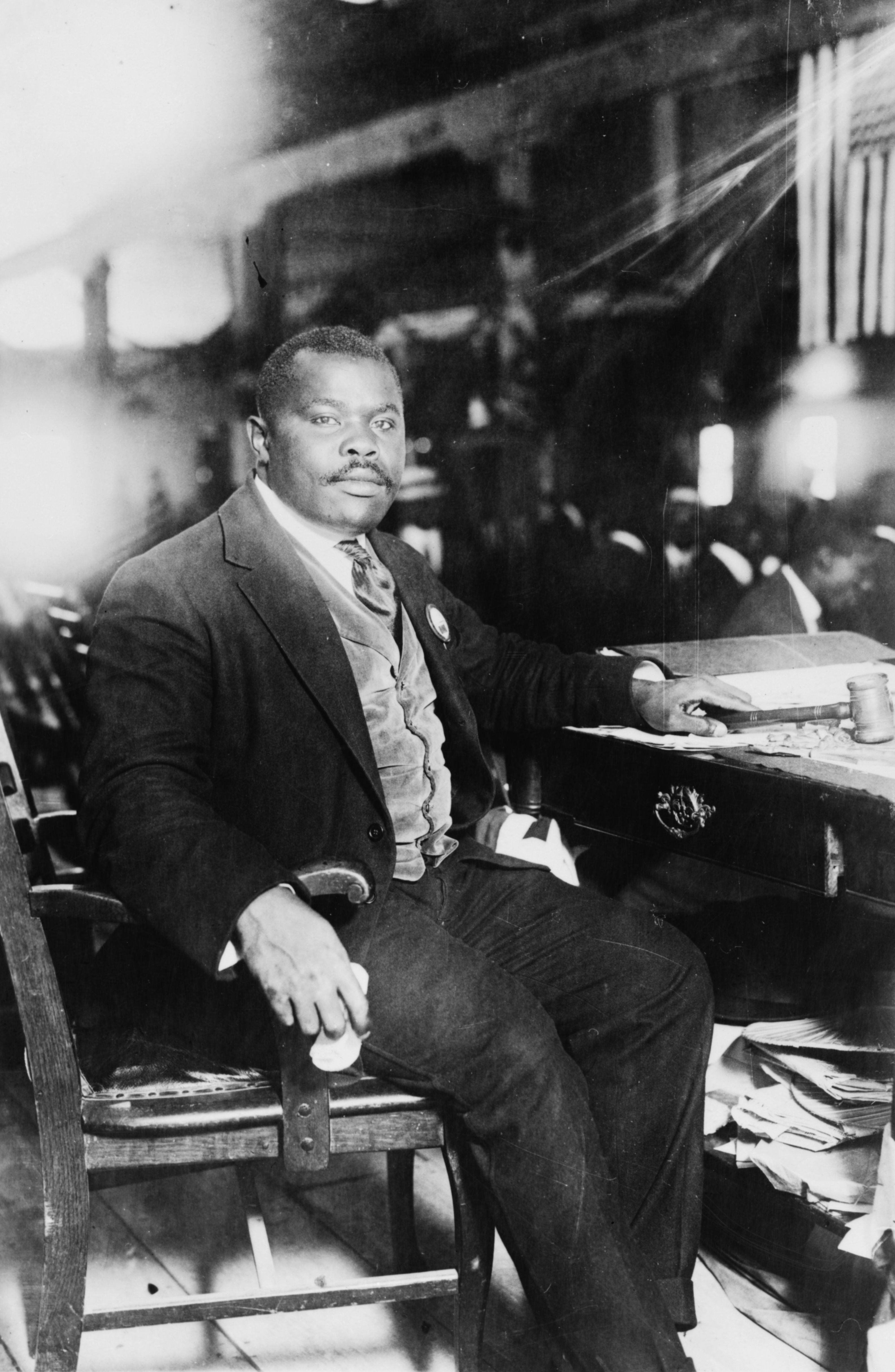
Marcus Garvey (1887-1940), dont le panafricanisme a en partie jeté les bases du nationalisme noir de la Nation of Islam.

L'idéologie de la fierté noire prêchée par Wallace Fard Muhammad est mal connue. On ne connaît que la version telle qu'elle a été formalisée par son successeur, Elijah Muhammad. Il semble cependant que les points forts soient déjà présents dans l'enseignement de Wallace Fard Muhammad.
Une influence de l'idéologie des Témoins de Jéhovah au sein de la Nation of Islam est remarquée par des chercheurs. Durant ses prêches à Détroit qui lui ont permis d'avoir ses premiers disciples et donc de créer la Nation of Islam, W. F. Muhammad utilise des extraits d'un livre qu'il présente comme étant la « Bible de l'Islam », terme qui a été repris par les journaux de l'époque et dont le contenu précis est resté longtemps méconnu. En 2023, cette « Bible de l'Islam » a pu être identifiée comme étant « Délivrance! », un livre écrit par Joseph Franklin Rutherford, président de la Watch Tower Bible and Tract Society, l'organisation qui dirige les Témoins de Jéhovah. Comme Charles Taze Russell, fondateur des Témoins de Jéhovah, W. F. Muhammad enseigne que l'année 1914 marque le début d'une « ère apocalyptique » pour la planète. Par ailleurs, W. F. Muhammad encourage ses disciples à écouter les discours radiophoniques de Rutherford et d'autres prêcheurs chrétiens fondamentalistes, notamment J. Frank Norris. Comme les Témoins de Jéhovah, les adhérents de la Nation of Islam sont encouragés à prêcher activement leur religion aux non-initiés, à se méfier et se tenir à l’écart de la société majoritaire qui les entoure et à avoir un code de conduite strict et un mode de vie austère. De plus, les adhérents de chacune des deux organisations refusent de faire le service militaire, ne croient pas à la vie après la mort, ne croient pas à l'immortalité de l'âme et pensent que le paradis et l'enfer sont des états de vie sur Terre plutôt que des endroits précis où l'âme va après la mort. 
Jusqu'en 1978, l'Église de Jésus-Christ des saints des derniers jours considérait comme dogme que les Noirs étaient frappés d’une malédiction en étant les descendants de Caïn. De plus, les Mormons croient que les humains ont le potentiel de devenir des dieux après leur mort. Ainsi, en puisant dans la tradition mormone, W. D. Fard a simplement inversé les couleurs de peaux frappées de malédiction et a puisé dans cette tradition pour créer la croyance de la NOI que chaque personne noire est un dieu en devenir.  
Le Moorish Science Temple of America, créé en 1913 par Noble Drew Ali, est une autre importante source d'inspiration de W. F. Muhammad pour plusieurs aspects fondamentaux de la NOI. Ainsi, le changement de nom de famille ou de l'identité complète pour les nouveaux adhérents de la NOI (par exemple, Malcolm Little est devenu Malcolm X, Louis Walcott est devenu Louis Farrakhan et Cassius Clay est devenu Mohamed Ali) provient en premier lieu du Moorish Science Temple of America. Chacun des deux groupes enseignent que les Afro-Américains devraient s'identifier comme étant des « Asiatiques » et porter le fez et qu'ils constituent le véritable peuple élu choisi par Dieu dans l'Ancien Testament, en lieu et place des Juifs. De plus, les lieux de culte des deux groupes ne sont pas des mosquées, mais des « temples ».  
Voici les enseignements de W. F. Muhammad tels que consignés par Elijah Muhammad :
- L’islam de Wallace Fard Muhammad, qui est très loin de l'islam orthodoxe, la Nation of Islam n'est de ce fait pas reconnue comme musulmane par les autres musulmans[21],[22]. Pour ses adeptes, elle est la « véritable religion de l’homme noir », et est réservée aux noirs, et en théorie aux autres populations « de couleur ». Selon un discours d'Elijah Muhammad : « vous pouvez facilement les distinguer [les blancs] de nos peuples (foncé, brun, jaune ou rouge)[11] ». En pratique, il n'y a jamais eu de véritable tentative de la Nation of Islam de s'adresser à d'autres groupes ethniques que les afro-américains.
- Les blancs sont une race inférieure, créée par un scientifique noir, du nom de Yakub[23], il y a 6 000 ans. Ils sont les représentants du diable sur la terre, mais les prophéties annoncent la fin de leur règne. « L'homme noir a produit ces quatre couleurs : brun, rouge, jaune et blanc [...] l'homme noir, pourtant, est le créateur de tous [...] Maintenant, le grand Mahdi[12] [dernier prophète à la fin des Temps] avec sa sagesse, connaissance et compréhension infinies, va remettre l'homme noir originel dans la situation originelle ou il était au commencement, le Dieu et le gouverneur de l'univers[11] ». « Nous avons vu la race blanche (démons) dans le ciel, parmi les justes, causant des troubles [...], jusqu'à ce qu'ils aient été découverts. [...] Ils ont été punis en étant privé des conseils divins [...] presque ravalés au rang des bêtes sauvages. [...] sautant d'arbres en arbres. Les singes en procèdent. [...] Avant eux, il n'y avait rien comme les singes et les cochons[23] ». Selon le chercheur John Andrew Morrow, ce serait Elijah Muhammad qui aurait surtout insisté et développé cette doctrine selon laquelle les Blancs seraient tous fondamentalement diaboliques et dénués d’humanité[24].
- Les mariages interraciaux sont interdits : « Nous croyons que les mariages mixtes ou le mélange des races devraient être interdits[25] ».